# Cáo lông nhạt
Cáo lông nhạt, tên khoa học Vulpes pallida, là một loài động vật có vú trong chi Cáo, họ Chó, bộ Ăn thịt. Chúng được Cretzschmar mô tả năm 1826.
Đây là một loài cáo được tìm thấy ở dải Sahel châu Phi từ Sénégal ở phía tây đến Sudan ở phía đông. Đây là một trong những nghiên cứu của tất cả các loài chó, một phần do nơi sống xa xôi hẻo lánh của nó và màu lông lẫn với màu cát sa mạc của nó.
Chúng có thân dài và chân khá ngắn và mõm hẹp. Nó cân nặng từ 4-6 pound. Tai lớn so với các loài cáo khác nhưng có đặc trưng của loài cáo ở sa mạc. Lông nói chung là một màu cát nhạt chuyển sang màu trắng về phía bụng. Đuôi rậm lông màu nâu đỏ và màu đen ở đầu.
Chúng thường sống ở sa mạc đá và bán sa mạc mặc dù thỉnh thoảng đi vào phía nam vào thảo nguyên. Nó sống trong các nhóm gia đình nhỏ với cha mẹ và các con cáo con. Trong ngày chúng nghỉ ngơi trong hang có thể dài lên đến 15 mét dài và xuống đến 2 mét xuống đất, hoàng hôn xuống chúng ra ngoài kiếm thức ăn bao gồm thực vật và quả mọng cũng như động vật gặm nhấm, bò sát và côn trùng. Nó có khả năng giữ nước từ thức ăn của nó, và có gần như nhịn uống hoàn toàn.

## Hình ảnh

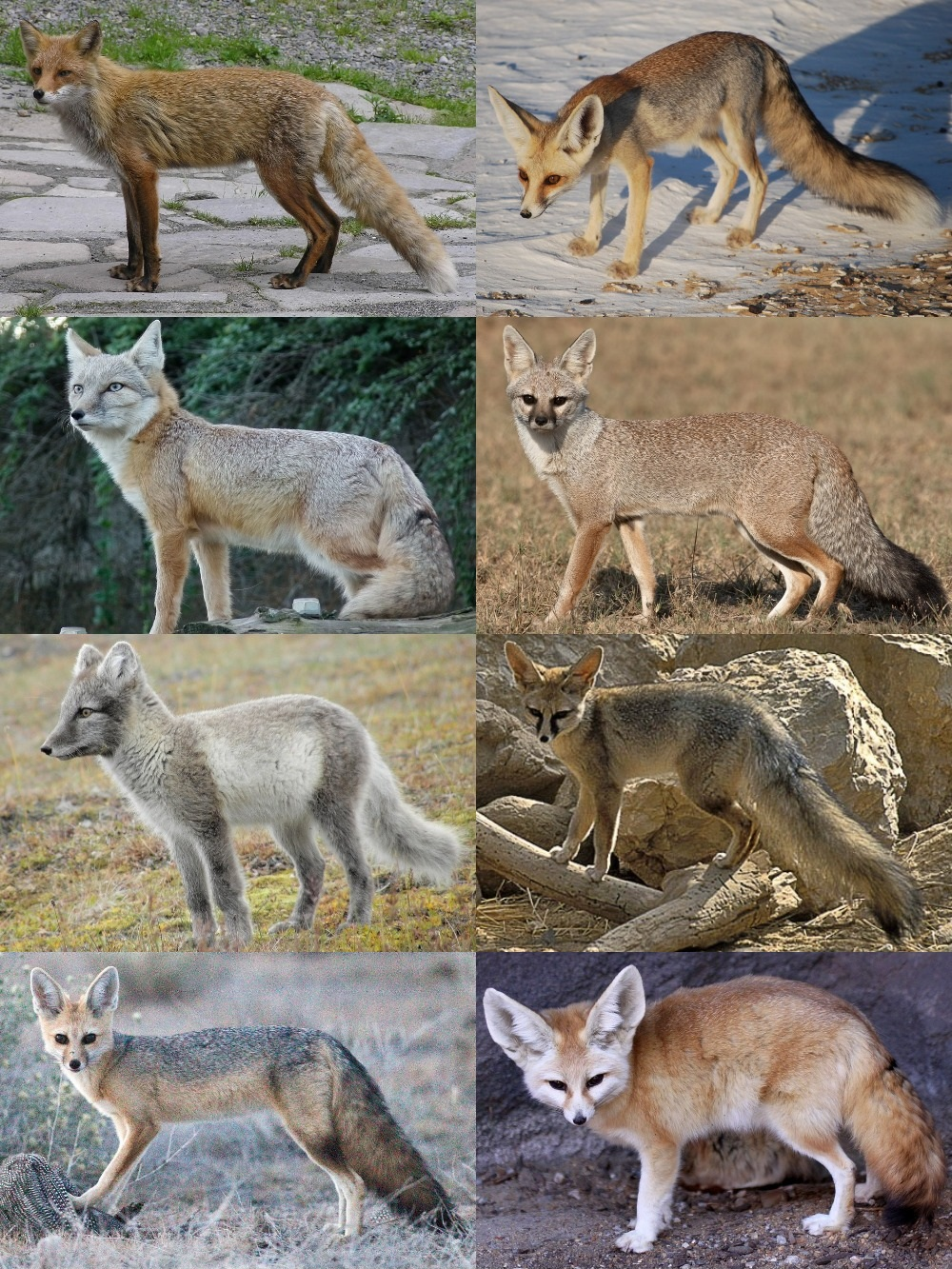
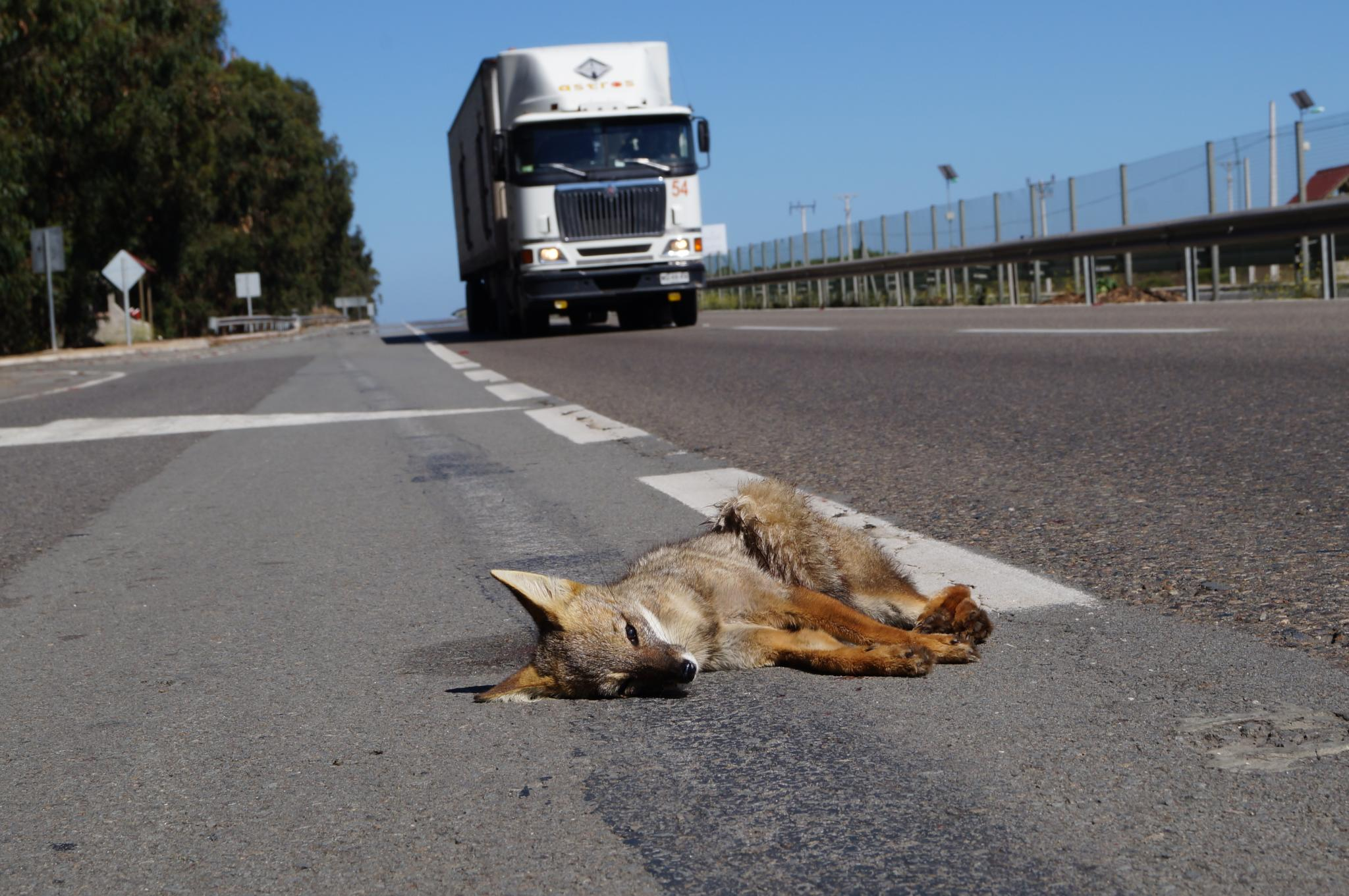
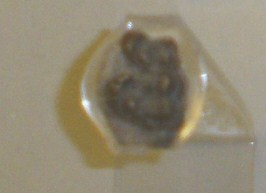
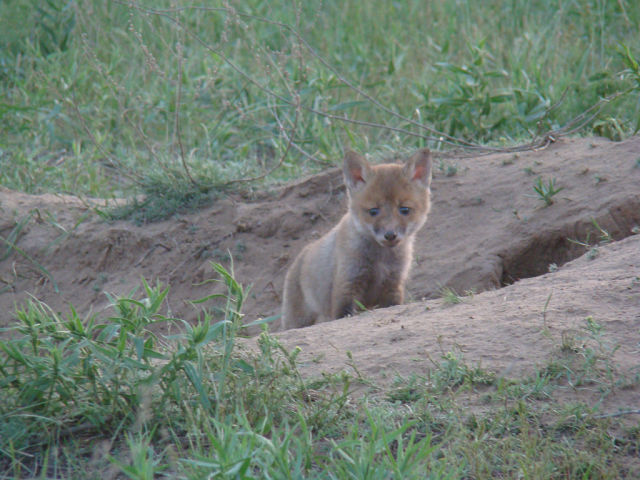

## Phân loài
Có năm phân loài được công nhận:
- Vulpes pallida pallida
- Vulpes pallida cyrenaica
- Vulpes pallida edwardsi
- Vulpes pallida harterti
- Vulpes pallida oertzeni